# La Esperancita
La Esperancita är en ort i Mexiko.   Den ligger i kommunen Huixtla och delstaten Chiapas, i den sydöstra delen av landet, 900 km sydost om huvudstaden Mexico City. La Esperancita ligger 1 151 meter över havet och antalet invånare är 149.
Terrängen runt La Esperancita är kuperad åt nordost, men åt sydväst är den bergig. La Esperancita ligger uppe på en höjd. Runt La Esperancita är det ganska tätbefolkat, med 104 invånare per kvadratkilometer. Närmaste större samhälle är Huixtla, 8,8 km söder om La Esperancita. I omgivningarna runt La Esperancita växer i huvudsak städsegrön lövskog.